# Oostwolderhamrik
Oostwolderhamrik is een (voormalige) buurtschap en een vroeger kerspel in de gemeente Oldambt in de Nederlandse provincie Groningen.
De buurt ligt aan de weg van Nieuwolda naar Woldendorp, even ten oosten van de buurtschap Nieuwolda-Oost, op de driesprong vanwaar de Langeweg in vrijwel kaarsrechte lijn naar het Oldambtster dorp Oostwold loopt. 
Het woord -hamrik verwijst naar het hamrik, de weidegronden in het buitengebied van Oostwold. De buurt ligt bij een van de oudste dijken die na het ontstaan van de Dollard werden aangelegd om het verdronken land terug te winnen. Het buurtje ligt op een voormalige inversierug van de rivier Munter Ae, die al in de middeleeuwen bewoond was. Er zijn verder twee kleine wierden te vinden, namelijk Hoogheem (Langeweg 1) en Hoofdweg-Oost 77.
In de 17e en 18e eeuw trad Oostwolderhamrik op als een zelfstandig onderdeel van het kerspel Midwolda en soms als deel van Oostwold; oorspronkelijk was het misschien een eigen kerspel. De inwoners gingen in Midwolda en later Nieuwolda ter kerke. In 1808 werd de buurtschap bij de gemeente Nieuwolda gevoegd. Nieuwolda-Oosteinde werd daarna ook wel als Oostwolderhamrik aangeduid. De gemeente Oldambt beschouwt Oostwolderhamrik niet meer als een zelfstandige buurtschap en er zijn dan ook geen plaatsnamenborden.
Een historische boerderij uit 1771 (Langeweg 2) is in 2020 grondig gerestaureerd en ingericht als erfgoedlogies. Delen van de schuur zijn mogelijk ouder. Het gebouw met inpandige woonruites  is typerend voor de eerste generatie Oldambtster boerderijen, zoals die sinds het begin van de 17e eeuw - vermoedelijk naar Hollands voorbeeld - werden gebouwd. De opkamer bevat een bedsteewand en plafonds met schilderingen in Rococostijl.

## Nijezijl
In de 16e eeuw was hier een haventje met een uitwateringssluis naar de Dollard, Dit is de Nijezijl in den Dullarsdick oftewel Waghenborgerzijl, voor het eerst genoemd in 1580. De sluis diende om het water van het Hondshalstermaar via het Oosterhamrikkermaar naar zee af te voeren. Spaanse troepen legden hier in 1584 een schans aan om overvallen door de Staatse troepen, die Oterdum en Reide bezet hielden. tegen te gaan. Via de Sijpe kon men via een nieuw scheepvaartkanaal doorvaren naar Groningen. 
Na de aanleg van het Termunterzijldiep in 1601 kwam de sluis te vervallen. Het Olde Zijldiepke staat nog afgebeeld op een kaart uit het midden van de 17e eeuw.

## Corenswold
Ten noordoosten van Oostwolderhamrik bevond zich een middeleeuwse buurtschap die Corenswold, Corenswoldt, Kornswoldt of Kornswolda moet hebben geheten. De naam wordt genoemd in onder meer 1554, 1599 en 1630. De uitgang op -wold lijkt te wijzen op een middeleeuwse veenontginningsdorp, waarvan de bewoning door de Dollardinbraken is verlaten. De nederzetting hield misschien verband met het voormalige klooster Menterwolde. In de vroegere verkaveling lagen bij Oostwolderhamrik en Binnen Ae enkele blokken met opstrekkende percelen. Ook waren hier enkele kleine wierden te vinden die in de twintigste eeuw zijn geëgaliseerd. Een ervan was de Brorsz Bult (wellicht 'broedersbult', genoemd in 1599), die aansloot bij het kloosterbezit van Termunten. Corenswold was waarschijnlijk geen zelfstandig kerkdorp. De bewoners zijn misschien uitgeweken naar De Heemen.